# Realskola (Sverige)
Denna artikel handlar om den svenska realskolan under åren 1905-1972. För skolformen realskola i några andra olika länder, se Realskola.
Realskolan var en frivillig skolform i Sverige som existerade under åren 1905-1972 och som ledde fram till realexamen, som var en examen som även gav behörighet till gymnasiet. Den var en del av ett parallellskolesystem där elever kunde välja att gå i realskola efter folkskolan, istället för att fortsätta i den vanliga fortsättningsskolan (folkskolan). Motsatsen till detta kallas enhetsskola. Realskolan ersattes successivt av den nioåriga grundskolan och avskaffades helt i samband med att grundskolan infördes. Den sista realexamen i Sverige avlades våren 1972. Detta skedde samtidigt som den nioåriga grundskolan successivt ersatte realskolan. 

## Olika skolgångstider i realskola och flickskola
Parallellskola är ett skolsystem där flera skolformer med olika inriktning bedrivs parallellt. Motsatsen till detta kallas enhetsskola. Benämningen parallellskola syftar speciellt på att folkskolan och läroverken i Sverige efter 1842 existerade parallellt. Utbildningen fungerade oftast så att allmänheten och i synnerhet de lägre samhällsklasserna fick tillgång till folkskolan och endast de högre sociala skikten hade tillträde till läroverken.

### Realskola efter folkskola
Realskolan infördes som en frivillig skolform år 1905 och avskaffades gradvis under perioden 1950-1972. Det fanns sexårig, femårig, fyraårig samt treårig realskola beroende på från vilken klass i folkskolan som realskolans skolgång började. Klassbeteckningarna i femårig realskola var klass 15, 25, 35, 45 och 55. Klassbeteckningarna i fyraårig realskola var 14, 24, 34 och 44. Klassbeteckningarna i treårig realskola var 13, 23 och 33. Realskolan blev alltså femårig eller fyraårig. Man sökte till femårig realskola från fjärde klass i folkskolan. Även från femte klass kunde man söka till realskolan och då sökte man in till den femåriga realskolan och förlorade därmed ett skolår i och med att man gick ned en klass. Man sökte till fyraårig eller treårig realskola från sjätte klass i folkskolan. Denna lösning mötte kritik från de som förespråkat en allmän bottenskola, då den sammanhållna sexåriga folkskolan med övergång till den fyraåriga realskolan blev möjlig endast utanför tätorterna, där elevunderlaget inte som i de stora städerna tillät parallella klasser.
I den 5-åriga realskolan var läroämnena på 1950-talet, såsom de benämndes på den tiden, i klass 1-3 (klasserna 15, 25 och 35): kristendomskunskap, svenska inklusive svensk skrivning och svenska språket och litteraturen, engelska (nybörjarspråk i klass 15, tyska (nybörjarspråk i klass 35), historia, geografi, matematik och biologi med hälsolära samt musik, teckning, välskrivning, kvinnlig slöjd, manlig slöjd, gymnastik med lek och idrott, och i klass 4 (klass 45) tillkom fysik och kemi samt hemkunskap och konsumentkunskap och skolköksundervisning, och i klass 5 (klass 55) tillkom dessutom valfritt franska. Fram till 1939 var tyska det vanligaste första främmande språket i realskolan. År 1939 beslutade regeringen att engelska skulle bli första främmande språk i skolan. Denna förändring genomfördes successivt och var fullt genomförd i hela Sverige först 1946.
Den kommunala praktiska realskolan byggde på sexårig folkskola. I den praktiska realskolan fanns det olika inriktning såsom handelslinje, teknisk linje och huslig linje. I ett tidigt skede när den sexåriga realskolan fanns, kunde man gå direkt efter småskolan. Småskola var klasserna 1-2 i den svenska folkskolan åren 1858–1972.

### Flickskola efter folkskola
Flickskolorna var två årskurser högre än realskolorna, vilket innebar att eleverna gått 11 skolår från det år de fyllde sju år till dess att de gick ut flickskolans sista klass och fyllde 18 år samma år. Utbildningen på gymnasiet var däremot tre årskurser högre än realskolorna, vilket innebar att eleverna gått 12 skolår från det år de fyllde sju år till dess de avlade studentexamen och fyllde 19 år samma år. Flickskolorna var en skolform som främst erbjöd teoretisk utbildning på läroverksnivå, medan realskolorna var en skolform som gav en bredare teoretisk och praktisk utbildning. Efter folkskolan kunde elever antingen välja att gå i realskolan eller fortsätta till flickskolan. Flickskolorna hade ofta två årskurser mer än realskolorna, vilket innebar att de som gick i flickskolan hade möjlighet att studera längre och ta en mer avancerad examen, som normalskolekompetens, enligt Lärarnas Historia. 
Flickskola var i Sverige en skolform för enbart flickor för högre utbildning, främst på läroverksnivå–sekundärstadiet. På 1940-talet var flickskolor i Sverige ofta 5-åriga eller 6-åriga efter folkskolan. På 1950-talet var flickskolan 7-årig och byggde på folkskolans fjärde klass. Klassbeteckningarna i sjuårig flickskola var klass 17, 27,  37, 47, 57, 67 och 77. Sedan 1936 var folkskolan obligatorisk i 7 år och på 1950-talet blev folkskolan obligatoriskt 8-årig. I många länder var flickskolor vanliga fram till 1970-talet, därefter har vissa länder avskaffat dem medan andra har dem kvar. Utanför västvärlden är flickskolor vanligare, då det fortfarande finns ett ideal med könssegregering mellan könen i vissa kulturer. Däremot har pojkläroverken en flerhundraårig tradition, men för flickor fanns ingen ordnad högre undervisning. I praktiken var folkskolan den enda undervisningen som dock endast gav det mest elementära. Kompetensens nivå efter genomgången flickskola låg mellan realexamen och studentexamen. 
I den 7-åriga flickskolan var läroämnena på 1950-talet, såsom de benämndes på den tiden, i klass 1-3: kristendomskunskap, svenska (modersmålet) inklusive svensk skrivning och svenska språket och litteraturen, engelska (nybörjarspråk i klass 17, tyska (nybörjarspråk i klass 37), historia med samhällslära, geografi, matematik och biologi samt musik med musikhistoria, teckning, välskrivning (handstil), slöjd (syslöjd), gymnastik med lek och idrott (senare Idrott och hälsa), och i klass 4 (klass 47) tillkom fysik och kemi samt hemkunskap och konsumentkunskap och skolköksundervisning, och i klass 5 (klass 57) tillkom franska och instrumentalmusik som frivillig kurs, och i klass 67 och 77 tillkom läroämnena konsthistoria, psykologi, filosofi, musik inklusive musikhistoria och körsång, hälsolära samt handarbete inklusive klädsömnad och vävning.
Den första flickskolan i Sverige grundades år 1786. Det var den Herrnhutiska brödraförsamlingen i Göteborg som inrättade skolan. Flickskolor i Sverige började inrättas på allvar under 1800-talet. De flesta flickskolorna tillkom som en följd av behovet av högre utbildning för flickor, parallellt med läroverken för pojkar. Flickskolorna var således ett parallellt skolsystem som skapades för flickor från välbärgade familjer, som fick en bredare utbildning än vad som erbjöds i folkskolan, men anpassad till vad som ansågs lämpligt för kvinnor vid den tiden. Två flickskolor i Stockholm, Wallinska skolan eller Wallinska flickskolan (verksam från 1831 till 1939) med gymnasium från 1874 och Lyceum för flickor (verksam från 1875 till 1970), fick år 1874 dimissionsrätt, vilket innebar att de kunde anordna studentexamen. Även Kjellbergska flickskolan i Göteborg (verksam 1865 till 1967) med lärarinneseminarium inrättades från 1908. Det Högre lärarinneseminariet (HSL) i Stockholm instiftades år 1861. En "högre flickskola" definierades 1886 som en skola med minst femårig skolgång och undervisning i minst ett främmande språk. Under 1900-talet miskade behovet av särskilda flickskolor i takt med att samhället tog ett större ansvar för flickors högre utbildning och samundervisning blev mer accepterad. Alternativet var privat undervisning via guvernanter eller så kallade privata flickpensioner. Ett flertal flickskolor tillkom under 1800-talet, ofta på kvinnligt initiativ och i regel med kommunalt stöd.
Flickskolorna var privata och stod länge utanför det allmänna utbildningsväsendet men hade i stället stor frihet att utforma utbildningen. Naturligtvis växlade standarden mellan skolorna. Statliga bidrag utgick från 1874 och därmed hade myndigheterna en viss kontroll. Den så kallade normalskolekompetensen fastställdes år 1909. Denna kompetens kvalificerade för vissa yrkesstudier. Normalskolekompetensen ansågs allmänt ligga något högre än avlagd realexamen. Den var ursprungligen den kompetens som godkänt slutbetyg från Normalskolan för flickor i Stockholm gav (se normalskola), från 1909 därtill den kompetens som genomgången flickskola generellt gav. Flickskolorna kunde från år 1928 begära kommunaliserade. Flickskolor fanns enbart i städerna och hade en utpräglad mellanklassprofil. De hade relativt höga terminsavgifter och inträdesfordringar. När flickskolorna blev kommunaliserade togs avgifterna bort. Samhället tog allt mer ansvar även för flickors högre utbildning från mitten av 1900-talet och därmed minskade behovet av särskilda flickskolor. Flicskskolan framstod som en föråldrad skolform då samundervisningsidén slog. Denna sklform började avvecklas efter 1956 och normalskolekompetensen upphörde då flickskolorna avskaffades 1964, enligt Nationalencyklopedin.

### Gymnasium efter realskola
Från näst sista klassen i realskolan kunde man söka till fyraåriga linjer på gymnasiet, och efter avlagd realexamen kunde man söka till treåriga gymnasielinjer. Realskolan gav en bredare utbildning än fortsättningsskolan och förberedde eleverna för högre studier, som gymnasiet eller yrkesutbildningar. 
Realskolan fanns kvar fram till grundskolans tillkomst. När enhetsskolan infördes i Sverige, kommunvis åren 1949–1962 och grundskolan infördes åren 1962–1972, avvecklades realskolan. Enhetsskolan hade på de teoretiska linjerna samma kunskapskrav som realskolan. Vid införandet av den obligatoriska nioåriga grundskolan innebar det att realskolan och parallellskolesystemet avvecklades.  Under åren 1878–1966 var högre allmänt läroverk en beteckning på statliga gymnasier. Åren 1905–1972 benämndes skolor med de frivilliga skolformerna realskola och gymnasium som läroverk. En Lista över läroverk och realskolor i Sverige tar upp de skolor som under perioden 1862-1973 examinerade för realexamen (realskolexamen 1905-1928) och, eller, fram till 1968 studentexamen.

## Realexamen
Realskolan ledde fram till realexamen, som också kallades "realen". Den som avlade realexamen kunde bära en ljusgrå realskolemössa. Efter avslutad realskola och godkända prov fick eleven ett examensbevis, realexamen. Realexamen gav behörighet till vidare studier på gymnasiet, handelsskolor, sjuksköterskeskolor och andra yrkesutbildningar. Realexamen gav elever en möjlighet att välja väg efter folkskolan, antingen mot yrkeslivet eller fortsatta studier på högre nivå. Begreppet realexamen, som var en slutexamen vid realskolor och motsvarande skolor, avskaffades gradvis under perioden 1950-1972 parallellt med att den obligatoriska skolan i Sverige förlängdes till nio år, enligt NE.se. Denna förändring var en följd av 1946 års skolkommission, som tillsattes efter regeringsskiftet 1945, och övergången till en enhetlig grundskola.

## Inträdespoäng till realskolan på 1950-talet
Inträdespoängen till realskolan på 1950-talet baserades på betyg från folkskolan och eventuellt antagningsprov, och att det kunde vara konkurrens om platserna. På 1950-talet varierade inträdespoängen till realskolan beroende på skola och ort, men det var inte ovanligt att det krävdes godkända betyg i de flesta ämnen i folkskolan för att komma in. Realskolan var en frivillig skolform och ledde fram till realexamen, som gav behörighet till fortsatta studier på gymnasiet eller i yrkesförberedande utbildningar.
På 1950-talet var läroverken, som inkluderade både realskola och gymnasium, populära och ansedda. Realskolan var en del av läroverket och gav elever en bred allmänbildning och förberedde dem för vidare studier eller yrkesliv. Många förknippar realskolan med den grå mössan, som bars av de som tagit realexamen, vilket var ett tecken på avslutad utbildning på den nivån. 

### Hård konkurrens om platserna till realskolan
Inträdespoängen till realskolan i Stockholm under 1950-talet varierade beroende på skola och år. Det fanns ingen fast gräns för inträdespoängen, utan det berodde på hur många som sökte till de olika realskolorna och eventuellt hur bra de presterade i inträdesproven. Generellt sett krävdes goda betyg från folkskolan för att komma in på en realskola, och konkurrensen kunde vara hård, särskilt till de mer populära skolorna.
Elevernas betyg i folkskolans slutbetyg var en viktig faktor vid antagningen till realskolan. Vissa realskolor kan ha haft egna antagningsprov utöver betygen. Antalet platser i realskolorna var begränsat, vilket innebar att det kunde vara konkurrens om platserna, särskilt i de större städerna. Realskolan var ett sätt att ge elever en bredare utbildning än folkskolan och förbereda dem för högre studier eller yrkesliv. Realskolan avskaffades successivt under 1960- och 70-talen i samband med att den nioåriga grundskolan infördes. Fram till avskaffandet av realskolan hade Sverige ett parallellskolesystem där elever gick i folkskolan, eventuellt fortsättningsskolan, och sedan realskolan. Sammanfattningsvis kan man säga att inträdespoängen till realskolan på 1950-talet baserades på betyg från folkskolan och eventuellt antagningsprov, och att det kunde vara konkurrens om platserna. 
Realskolan var en skolform som avskaffades successivt under 1950-talet och framåt i samband med övergången till grundskolan. Realskolan var en del av det tidigare parallellskolesystemet där eleverna kunde välja mellan att fortsätta i realskolan eller i folkskolans högre klasser. Grundskolan, som ersatte realskolan, infördes successivt och blev obligatorisk för alla barn. Elever som ville börja på realskolan var tvungna att genomgå inträdesprov. Betygen från folkskolan vägdes också in i bedömningen.

### Populär realskola
Blackebergs samrealskola, som senare hette Blackebergs läroverk, grundades 1949 och var ursprungligen en femårig samrealskola. Skolan är belägen vid Wergelandsgatan 22 i Blackeberg i Bromma i Västerort, Stockholms kommun. Skolan inhystes i folkskolelokaler under de första åren. Senare byggdes en läroverksbyggnad som stod klar 1953, och skolan fick egna lokaler. 1953 inrättades även ett kommunalt gymnasium parallellt med realskolan. Skolan har bytt namn flera gånger genom åren och heter idag Blackebergs gymnasium. Blackebergs gymnasium är känt för sina studiemotiverade elever, engagerade lärare och en trygg lärmiljö, enligt Stockholms stad. Skolan erbjuder bland annat naturvetenskapsprogrammet, samhällsvetenskapsprogrammet och ekonomiprogrammet, enligt Stockholms stad. Realexamen gavs från 1954-1964 och studentexamen gavs från 1957-1968.
Blackebegs samrealskola var popuplär redan på 1950-talet, historiken är följande:
1949: Blackebergs samrealskola inrättas som en femårig samrealskola. 
1951: Uppförandet av en läroverksbyggnad påbörjas. 
1953: Läroverksbyggnaden färdigställs, och skolan får egna lokaler. Ett kommunalt gymnasium inrättas också. 
1959: Gymnasiet börjar förstatligas och skolan får namnet "Högre allmänna läroverket och kommunala gymnasiet i Blackeberg".
1966: Skolan kommunaliserades 1966 samtidigt som namnet ändrades till Blackebergs gymnasium.
1968: Den sista studentexamen avläggs, och skolan byter namn till Blackebergs gymnasium. 
Idag: Blackebergs gymnasium är en kommunal gymnasieskola.

### Bildexempel på några realskolor

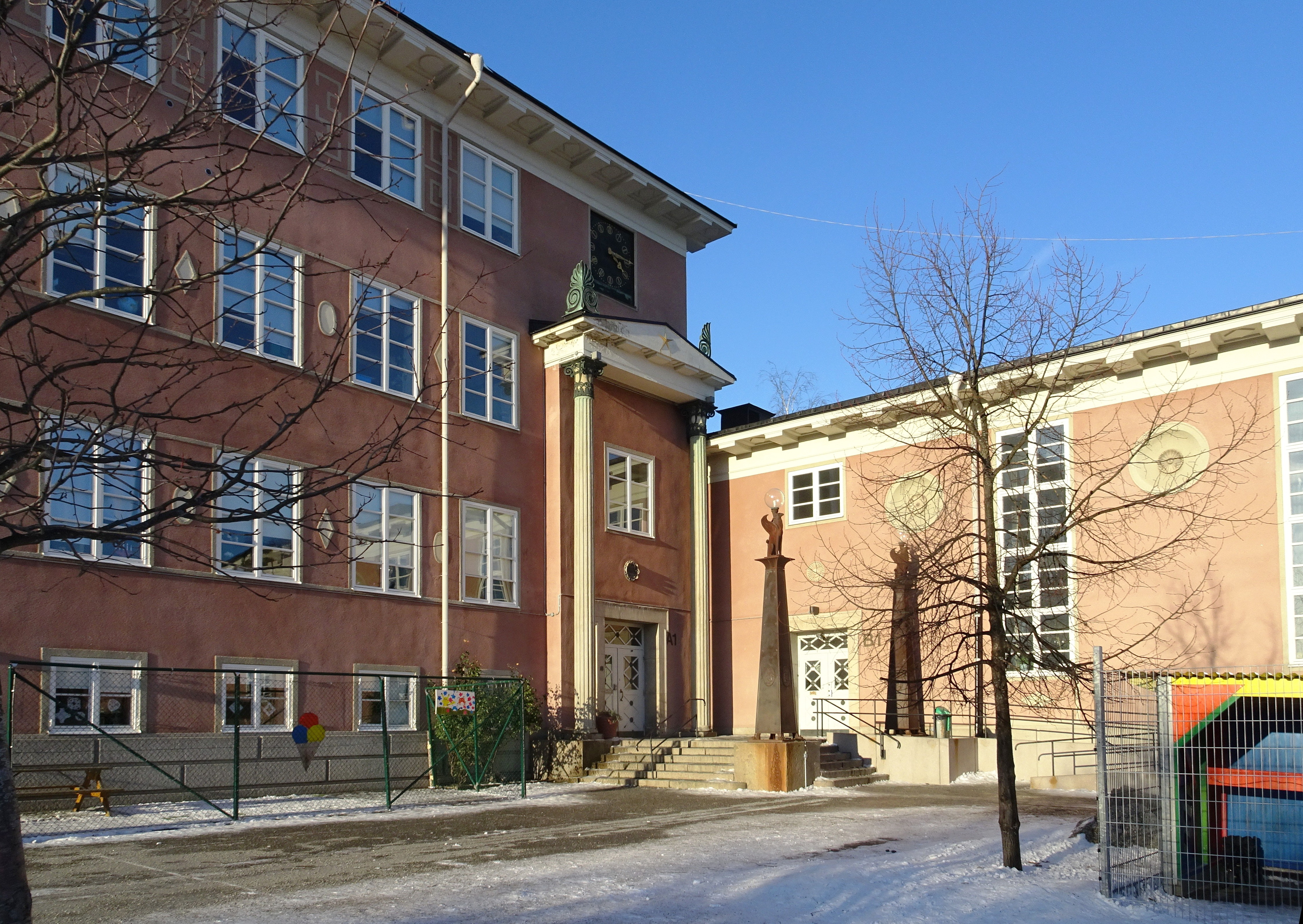
Sankt Görans samrealskola i Stockholm, Fridhemsgatan 17-19 (realskola 1951–1964). Skolbyggnaden vid Fridhemsplan invigdes 1927, arkitekt var Georg A. Nilsson.
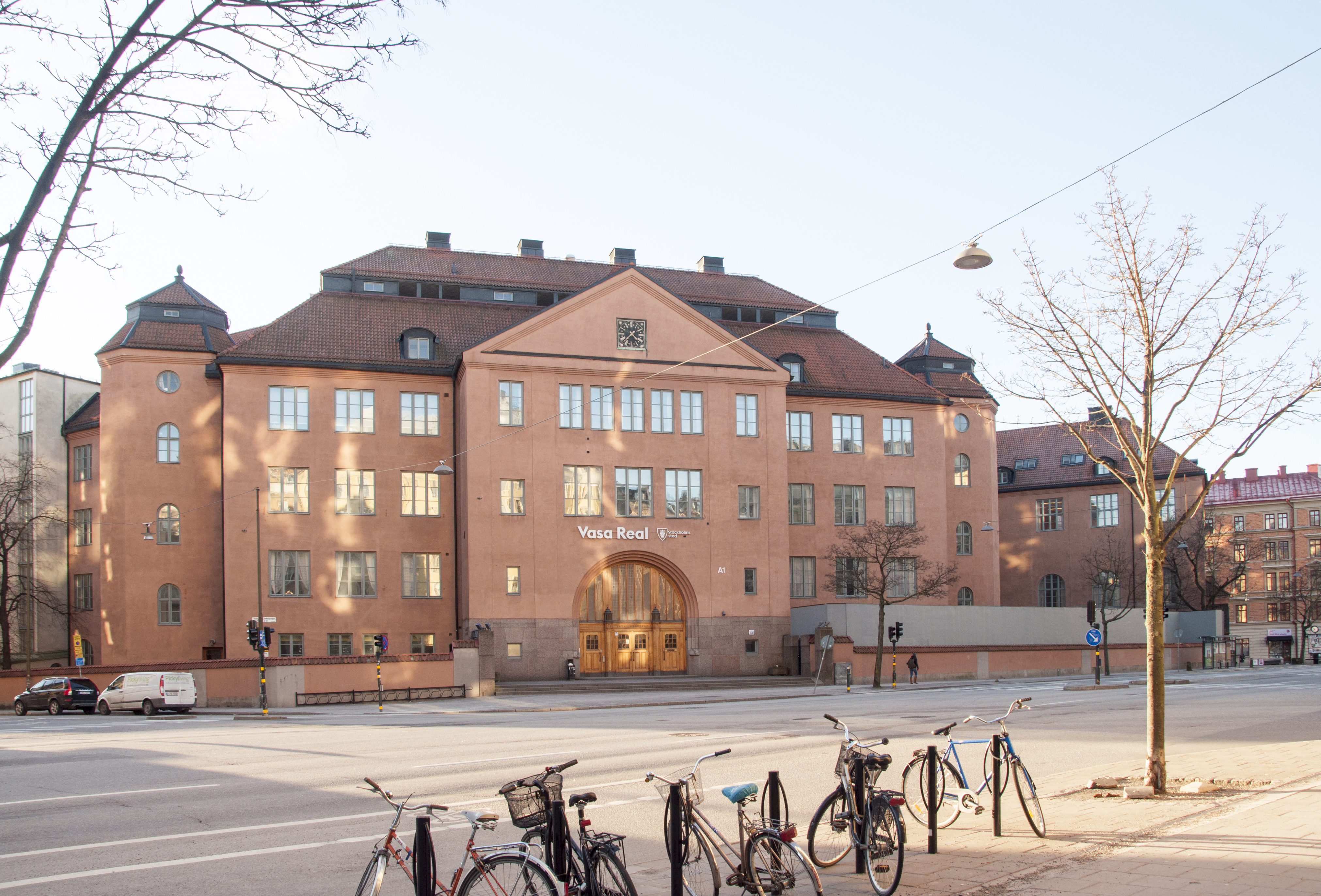
Vasa Real i Stockholm, Karlbergsvägen 15 i Vasastan (realskola 1926-1961). Nybyggnadsår 1916-1927. Gustaf Améen (Arkitekt) P G Hjertén (Arkitekt) Skoldirektionen (Byggherre).
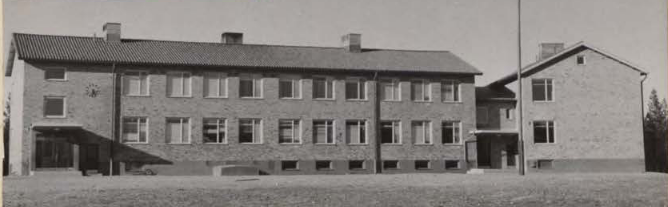
Jörns kommunala realskola i Jörn, Skellefteå kommun. Skolbyggnaden uppfördes 1952. Realexamen gavs från 1957 till omkring 1968.
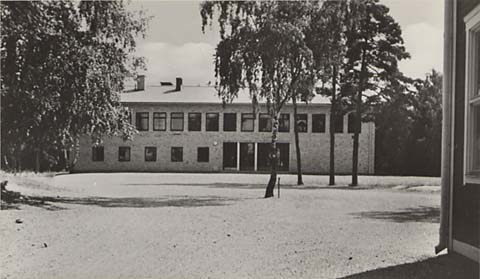
Gnesta samrealskola var en skola i Gnesta, som existerade mellan 1948 och 1971. Skolan gav realexamen från 1924 till 1971.